# Báječní muži s klikou
Báječní muži s klikou é um filme de comédia tchecoslovaco de 1978 dirigido e escrito por Jiří Menzel e Oldrich Vlcek. Foi selecionado como represente da Tchecoslováquia à edição do Oscar 1979, organizada pela Academia de Artes e Ciências Cinematográficas.

## Elenco
- Rudolf Hrusínský - Pasparte
- Vladimír Mensík - Slapeta
- Jirí Menzel - Kolenatý
- Vlasta Fabianová - Emílie Kolárová-Mladá
- Blazena Holisová - Evzenie
- Jaromíra Mílová - Pepicka
- Josef Kemr - Benjamín
- Oldrich Vlcek - Berousek
- Josef Somr - Ourada
- Vladimír Huber - Hynek
- Marie Rosulková - Madame
- Hana Buresová - Aloisie